# Rafael Calventi
Rafael Calventi Gaviño (ur. 18 marca 1932 w Concepción de La Vega, zm. 19 sierpnia 2018 w Berlinie) – dominikański architekt i dyplomata, ambasador.

## Biografia
Był synem Portorykańczyków, Arturo Calventi Suáreza (1883–1968) i Juany Gaviño Cintrón (ur. 1897). Jego matka była córką Juana Gaviño Núñeza i Vicenty Cintrón, była także ciotką Juana Boscha Gaviño – prezydenta Dominikany. Rafael Calventi i Juan Bosch byli więc kuzynami. Jego ojciec Arturo Calventi był farmaceutą. Miał czworo rodzeństwa, w tym ginekologa-położnika José Vinicio Calventiego (małżeństwo z oceanografką Idelisą Bonnelly).
W późniejszym czasie Rafael Calventi ożenił się z Maybé Sánchez Caminero, z którą miał troje dzieci. Był także ojczymem dla czwórki dzieci Maybé Sánchez Caminero z pierwszego małżeństwa, w tym Jeana Alaina Rodrígueza, obecnego prokuratora generalnego Republiki Dominikany.
Studiował architekturę na Uniwersytecie Santo Domingo i Uniwersytecie Rzymskim „La Sapienza”, gdzie był studentem Pier Luigi Nerviego – włoskiego architekta i inżyniera budownictwa. W 1959 uzyskał stopień doktora architektury. Pod koniec studiów odbył warsztaty architektoniczne u Marcela Breuera i I.M. Pei w Nowym Jorku oraz Pierre’a Dufau w Paryżu. Uważany jest za reprezentanta współczesnego ruchu latynoamerykańskiego. Pomógł położyć podwaliny pod rozwój kolejnego pokolenia młodych architektów.
31 sierpnia 1972 wraz z grupą profesorów założył Instytut Technologiczny Santo Domingo (INTEC). Od 1996 członek Dominikańskiego Korpusu Dyplomatycznego, ambasador kraju we Włoszech, Meksyku, Argentynie i Niemczech.
Został odznaczony Krzyżem Wielkim Orderu Zasługi Republiki Włoskiej. W 2010 roku rząd argentyński nagrodził go z kolei Krzyżem Wielkim Orderu Wyzwoliciela San Martína.
Zmarł 19 sierpnia 2018 w Berlinie w wyniku zawału mięśnia sercowego.

## Książki
- Autocracia e inversión pública (temas para futuros gobiernos), 1996[21],
- Arquitectura Contemporanea en Republica Dominicana: Contemporary Architecture in the Dominican Republic, 1986[9][22].

## Wybrane realizacje architektoniczne
- Bank Centralny Republiki Dominikany[9],

- Palacio de los Deportes[9][11],
- Monumento a la Guerra de Restauración[9][11],
- Mastrolilli[9],
- Casa Velázquez[23],
- Dom Ambasadora Francji[1][23],
- Palic[9],
- Apartamentowiec Torre Libertador[24].

## Nagrody i wyróżnienia
- Krzyż Wielki Orderu Zasługi Republiki Włoskiej[19]
- Krzyż Wielki Orderu Wyzwoliciela San Martina (2010)[19][20].